# Australia's Next Top Model
Australia's Next Top Model era un reality show australiano ispirato al format statunitense America's Next Top Model, ideato da Tyra Banks. Lo show è prodotto dalla Granada Productions, in onda sul canale FOX8 della pay TV australiana FOX8 dal 2005 al 2016.

## Format
Un gruppo di giovani aspiranti modelle convive nella stessa casa per diverse settimane, durante le quali le ragazze dovranno confrontarsi in sfide che riguardano il settore della moda e in servizi fotografici; ogni settimana viene eliminata la concorrente che non si è dimostrata all'altezza del suo ruolo e l'ultima rimasta in gara sarà nominata "la prossima modella australiana", ricevendo un contratto per svolgere la professione di modella a tempo pieno.
I requisiti di partecipazione sono l'età, che deve essere compresa tra i 16 (nelle prime due serie l'età di partenza era 18) e i 23 anni (25 anni a partire dalla decima edizione) e l'altezza, che non deve essere inferiore ai 173 centimetri (170 centimetri per le prime due edizioni).
La prima e la seconda edizione sono state condotte da Erika Heynatz, la terza e la quarta da Jodhi Meares, la quinta, la sesta e la settima dalla supermodella Sarah O'Hare, mentre, a partire dall'ottava, è stata la modella e Miss Universo Jennifer Hawkins.
Il format è pressoché quello della versione originale del programma, sennonché, dalla terza all'ottava stagione, è stata introdotta una novità: la finale del programma sarebbe andata in onda in un live show in cui il pubblico a casa avrebbe potuto votare la propria finalista preferita. Per quanto riguarda la terza, la quarta e la quinta edizione, la vincitrice veniva scelta combinando i risultati del televoto con le preferenze espresse dai giudici, mentre, dalla sesta all'ottava, era solo il pubblico a votare. A partire dalla nona edizione la finale live è stata rimossa.
Il programma ha visto, a partire dalla nona edizione, l'introduzione di un sistema di votazioni unico nella storia del format: come già avvenuto in maniera simile per la versione statunitense (dalla 19ª alla 22ª stagione), a decidere la classifica finale di ogni settimana è un sistema a punteggi che combina un voto da 1 a 10 dato in seguito alla sfida settimanale con i 3 voti (anch'essi da 1 a 10) dei giudici. L'assoluta novità della versione australiana sta nel fatto che non vi è più alcun momento in cui le modelle ancora in gara vengono chiamate dalla presentatrice in ordine di punteggio: una volta che tutte le concorrenti hanno ricevuto i propri voti, la ragazza col punteggio più basso viene automaticamente eliminata.
La sesta edizione ha visto la vittoria per soli 3 voti in più di Amanda Ware su Kelsey Martinovich (data inizialmente come vincitrice).
L'ottava edizione non è andata in onda nel 2012 a causa di problemi riguardanti l'abbandono di Sarah Murdoch e la scelta di nuova conduttrice, caduta sulla top model Jennifer Hawkins.
La decima edizione, andata in onda dal 20 settembre al 22 novembre 2016, ha visto l'ingresso tra i giudici della modella australiana Megan Gale.

## Giudici
Oltre le stesse conduttrici, in qualità di giudici si sono alternati:
- Alex Perry (2005 - presente)
- Marguerite Kramer (2005)
- Ken Thompson (2005)
- Georges Antoni (2006)
- Victoria Fisher (2006)
- Charlotte Dawson (2007 - 2013)
- Jez Smith (2007 e 2010)
- Didier Cohen (2013)
- Megan Gale (2016 - presente)

Inoltre, hanno partecipato in qualità di mentori:
- Jonathan Pease (2007 - 2009)
- Josh Flinn (2010 - 2011)
- Didier Cohen (2013 - 2015)
- Cheyenne Tozzi (2015 - presente)
- Jordan e Zac Stenmark (2016 - presente)

## Vincitrici
| Stagione | Data di inizio    | Destinazione internazionale   | Numero concorrenti | Vincitrice         | Seconda classificata        | Altre concorrenti |
| -------- | ----------------- | ----------------------------- | ------------------ | ------------------ | --------------------------- | --- |
| 1        | 4 gennaio 2005    | Nessuna                       | 10                 | Gemma Sanderson    | Chloe Wilson                | Naomi Thompson, Nicole Fraser, Atong Tulba Mulual, Allana Ridge (ritirata), Zoe McDonald, Simmone Duckmanton, Samantha "Sam" Morley, Shannon McGuire |
| 2        | 4 gennaio 2006    | Nessuna                       | 13                 | Eboni Stocks       | Jessica French              | Sasha Greenoff, Rebecca Pian & Natalie Guiffre, Sophie Miller, Sarah Lawrence, Hiranthi Warusevitane, Caroline Mouflard (ritirata), Lara Cameron, Louise Van Brussel, Madeleine Rose, Simone Viljoen                                                                                     |
| 3        | 27 marzo 2007     | Los Angeles                   | 13                 | Alice Burdeu       | Stephanie Hart              | Jaimi Smith (ritirata), Cobertha "Cobi" Marsh, Cassandra Hughes, Kara-Lee Taylor, Stephanie Flockhart, Jane Williamson, Sophie Wittingslow, Danica Brown, Paloma Rodriguez, Anika Salerno, Jordan Loukas                                                                                 |
| 4        | 22 aprile 2008    | Baia di Taunovo New York City | 13                 | Demelza Reveley    | Alexandra Girdwood          | Kamila Markowska, Kristina "Kristy" Coulcher, Emma O'Sullivan, Belinda Hodge, Alamela Rowan, Leiden Kronemberger & Jamie Lee, Rebecca Jobson, Alyce Crawford, Caris Eves, Samantha Downie                                                                                                |
| 5        | 28 aprile 2009    | Londra                        | 13                 | Tahnee Atkinson    | Cassi Van Den Dungen        | Laura Tyrie, Leah Johnson, Georgie Kidman, Mikarla Hussey & Eloise Hoile, Madison Wall, Laura Mitchell, Lauren "Lola" van Vorst, Francesca "Franky" Okpara, Adele Thiel, Clare Venema |
| 6        | 20 luglio 2010    | Tokio                         | 16                 | Amanda Ware        | Kelsey Martinovich          | Valeria Nilova, Sally Geach, Claire Smith, Ashlea Monigatti & Alison Boxer, Megan Jacob, Ashton Flutey, Chantal Croccolo, Kimberly Thrupp, Brittaneea "Brittney" Dudley, Joanna Broomfield, Kathryn Lyons, Jessica Moloney, Sophie Van Den Akker                                         |
| 7        | 8 agosto 2011     | Parigi Dubai                  | 16                 | Montana Cox        | Elizabeth "Liz" Braithwaite | Cassandra "Cassy" Philips-Sainsbury, Tayah Lee Traub, Annaliese McCann & Alissandra Moone, Nyajame "Neo" Yakuac & Caroline Austin, Yolanda Hodgson, Jessica "Jess" Bush & Amelia Coutts, Madeline Huett, Isabelle Faith "Izzy" Vesey & Hazel O'Connell, Rachel Riddel, Simone Holtznagel |
| 8        | 9 luglio 2013     | Bangkok, Port Louis           | 15                 | Melissa Juratowich | Shanali Martin              | Chanique Greyling, Taylor Henley, Rhiannon Bradshaw, Brooke Hogan & April Harvey, Taylah Roberts (squalificata), Madeline Cowe, Ashley Pogmore, Shannon Richardson, Jade Collins & Dajana Bogojevic, Abbie Weir, Nyadak "Duckie" Thot                                                    |
| 9        | 30 aprile 2015    | New York                      | 13                 | Brittany Beattie   | Lucy Anna "Lucy" Markovic   | Kaitlyn Bennett, Cassandra "Cassie" Hargrave, Aiyeda Majak Malou, Phoebe Deskovic, Tanahya Cohen & Zahra Thalari, Isabel "Izi" Simundic, Jordan Burridge, Lauren Ericson, Jessica-Grace "Jess" Thomas & Alexandra "Alex" Sinadinovic                                                     |
| 10       | 20 settembre 2016 | Milano                        | 13                 | Aleyna Fitzgerald  | Sabine Jamieson             | Sofie Baric, Laura Taaffe, Summer Kane, Jordan Simek, Jessie Andrewartha, Christy Georgia Baker & Vitoria Triboni, Belinda Kosorok, Kassidy Ure, Linnea Stevens-Jones & Daisy Davies |